# Robin Trower
Robin Leonard Trower (né le 9 mars 1945) est un guitariste de rock anglais qui a connu le succès avec Procol Harum pendant les années 1960, puis comme leader de son propre trio (sans en être pourtant le vocaliste).

## Biographie
Robin Trower est né à Catford, de Londres, mais a grandi à Southend-on-Sea, Essex. En 1962, il forme un groupe qui devient The Paramounts, dans lequel officie déjà Gary Brooker. The Paramounts est dissous en 1966 pour permettre à ses membres de  poursuivre des projets individuels. Pendant ce temps, Trower crée son trio local appelé The Jam (à ne pas confondre avec le groupe mené par Paul Weller). Trower a ensuite rejoint Brooker dans le nouveau groupe Procol Harum, après le succès de leur premier single A Whiter Shade of Pale en 1967, restant avec eux jusqu'en 1971, et figurant sur les cinq premiers albums du groupe.
Avant le lancement de son groupe éponyme, il rejoint le chanteur Frankie Miller, l'ex-bassiste et chanteur de Stone the Crows James Dewar, et l'ancien batteur de Jethro Tull Clive Bunker pour former le combo éphémère Jude. Cette formation est de courte durée et se sépare avant même d'avoir pu enregistrer.
Trower conserve Dewar comme bassiste, qui s'empare aussi du chant, et recrute le batteur Reg Isidore (plus tard remplacé par Bill Lordan) pour former le Robin Trower Band en 1973.
Le plus célèbre album du Robin Trower Band est incontestablement Bridge of Sighs (1974). Cet album, avec son premier et troisième albums solo, a été produit par son ancien compère de Procol Harum, l'organiste Matthew Fisher. Malgré des différences, le trio Robin Trower des débuts est marqué par une forte influence hendrixienne (certains auditeurs estimant même qu'il exagère la copie).
Robin Trower est un guitariste influent qui a inspiré d'autres légendes de la guitare comme Robert Fripp, qui l'a félicité pour ses virages et la qualité de ses sons, et pris des leçons de lui. Stevie Ray Vaughan reconnaissait que Jimi Hendrix avait grandement influencé son jeu de guitare. L’écoute attentive d’une ballade comme Sweet Wine of Love permet d'affirmer que Stevie Ray Vaughan s'est aussi inspiré du jeu de Robin Trower.
Au début des années 1980, Trower fait équipe avec l'ancien bassiste de Cream Jack Bruce et les batteurs Bill Lordan et Reg Isidore, pour deux albums : BLT (Bruce, Lordan, Trower) et Truce (Trower, Bruce, Isidore). Après ces albums, il sort un autre album avec James Dewar au chant intitulé Back it Up en 1983. Robin Trower est ensuite abandonné par Chrysalis Records.

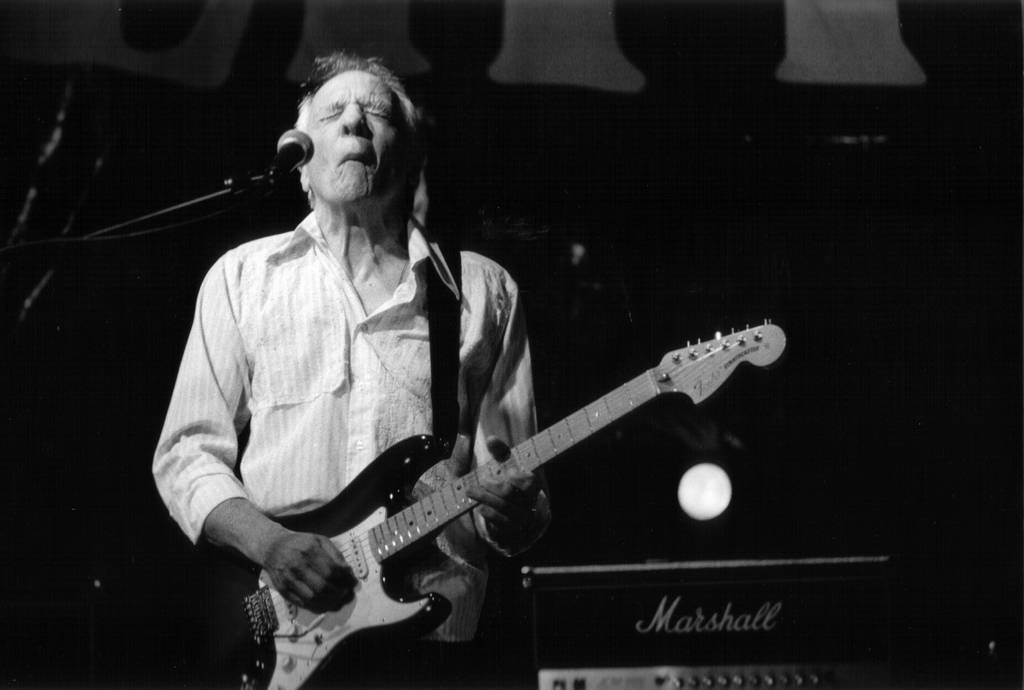
Trower à la Liri Blues Festival, en Italie, en 2005

Treize albums plus tard, l'album de Trower Living Out of Time (2004) célèbre son retour avec Dave Bronze à la basse, le chanteur Davey Pattison (anciennement avec Ronnie Montrose's du groupe Gamma) et Pete Thompson à la batterie — le même line-up que le milieu des années 1980 sur les albums Passion et Take What You Need.
Avec les mêmes acolytes, Trower donne un concert le jour de son 60e anniversaire à Bonn, en Allemagne. Le concert a été enregistré par la chaîne de télévision allemande WDR. Il a ensuite paru sur DVD et par la suite sur CD dans toute l'Europe et, plus tard, aux États-Unis sous le titre Living Out of Time: Live. Trower parcourt les États-Unis et le Canada à l'été et à l'automne 2006.
En 2007, Trower a publié un troisième enregistrement avec Jack Bruce, Seven Moons, mettant en vedette Gary Husband à la batterie. En 2008, une tournée mondiale débute à Ft. Pierce, en Floride, le 16 janvier 2008. Davey Pattison et Pete Thompson sont rejoints par Glenn Letsch (anciennement de Gamma) qui joue de la basse.
Comme son « grand héros », il multiplie les allusions aux débuts de James Brown où le blues s'hybride en rock and roll.

## Instruments

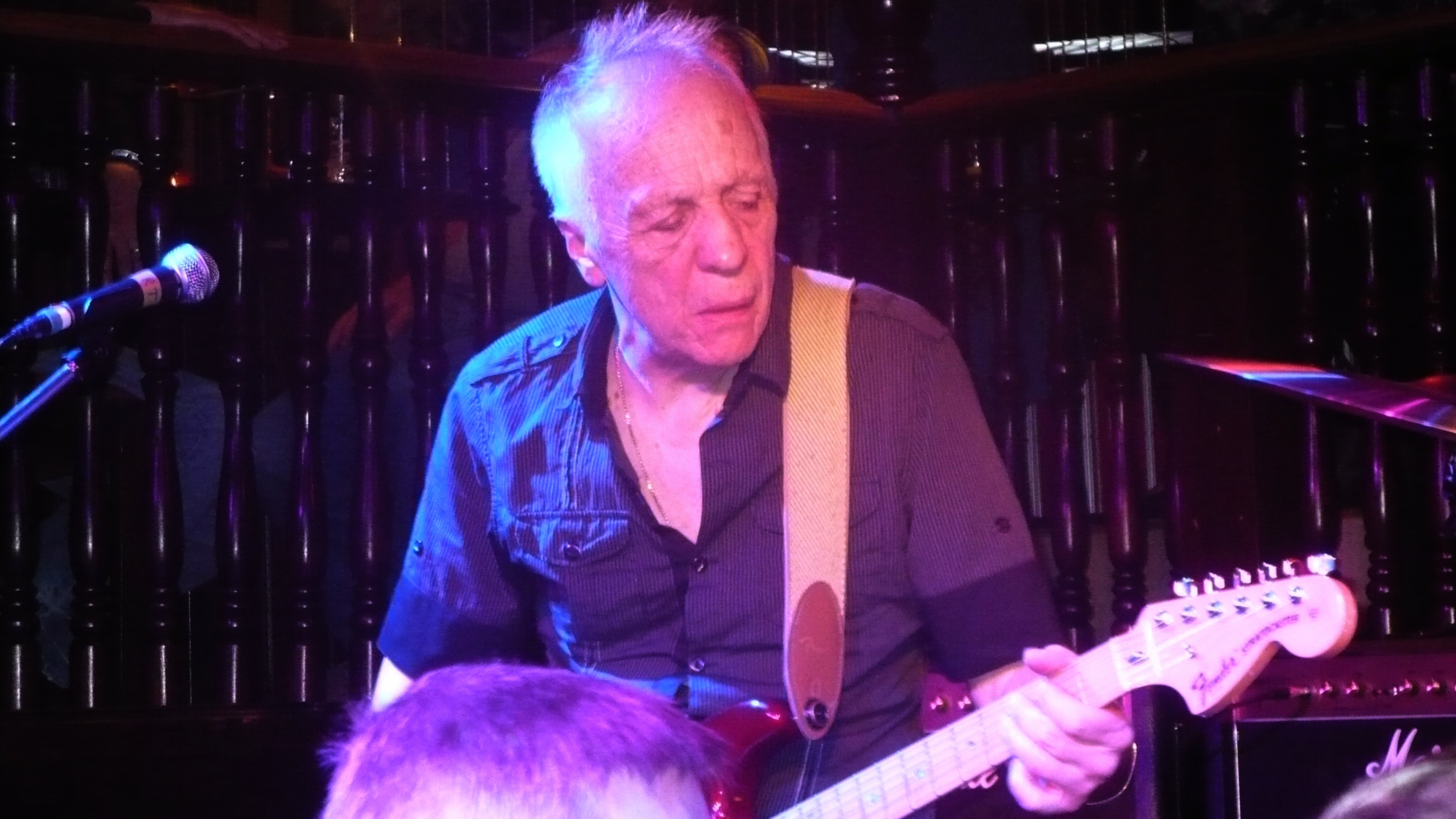
Robin Trower en concert à la Ducsaal de Freudenburg le 24 mars 2012

Lors d'une tournée avec Jethro Tull, Trower est arrivé tôt pour des réglages de son et a  trouvé la Fender Stratocaster de Martin Barre (qu'il utilisait pour de la slide guitar) appuyée contre un amplificateur. Trower prend la guitare, la branche, et, avec un cri qui résonna autour de l'auditorium, il s'écrie : « c'est elle! ». « Je suis ensuite passé à la Strat », dit-il. « Jusqu'alors, j'avais joué des Les Paul ».
Depuis, Robin Trower a été un partisan de la Fender Stratocaster. Actuellement, il utilise sa Stratocaster Robin Trower signature (faite à la main par les luthiers du Fender Custom Shop).
Concernant les amplificateurs, Trower utilise deux JCM 800 et un JCM 900 et des têtes Marshall Plexi dur scène. En studio, il favorise de petits amplificateurs à lampes comme le Fender Blues Junior.

## Discographie

### Procol Harum
- 1967  Procol Harum
- 1968  Shine on Brightly (Trower sings backup on "Wish Me Well")
- 1969  A Salty Dog (Trower sings lead on "Crucifiction Lane")
- 1970  Ain't Nothin' to Get Excited About (members of Procol Harum, as Liquorice John Death)
- 1970  Home
- 1971  Broken Barricades (Trower sings lead on "Song for a Dreamer" and "Poor Mohammed")
- 1991  The Prodigal Stranger
- 1995  The Long Goodbye[10]

### The Robin Trower Band

#### Albums Studio
| Year             | Album                        | UK | US  | Label         |
| ---------------- | ---------------------------- | -- | --- | ------------- |
| 1973             | Twice Removed from Yesterday | –  | 106 | Chrysalis     |
| 1974             | Bridge of Sighs (Gold)       | –  | 7   | Chrysalis     |
| 1975             | For Earth Below (Gold)       | 26 | 5   | Chrysalis     |
| 1976             | Long Misty Days (Gold)       | 31 | 24  | Chrysalis     |
| 1977             | In City Dreams (Gold)        | 58 | 25  | Chrysalis     |
| 1978             | Caravan to Midnight          | –  | 37  | Chrysalis     |
| 1980             | Victims of the Fury          | 61 | 34  | Chrysalis     |
| 1983             | Back It Up                   | –  | 191 | Chrysalis     |
| 1985             | Beyond the Mist              | –  |     |               |
| Passport Records |                              |    |     |               |
| 1986             | Passion                      | –  | 100 | GNP Crescendo |
| 1988             | Take What You Need           | –  | 133 | Atlantic      |
| 1990             | In the Line of Fire          | –  | –   | Atlantic      |
| 1994             | 20th Century Blues           | –  | –   | V-12          |
| 1997             | Someday Blues                | –  | –   | V-12          |
| 2000             | Go My Way                    | –  | –   | V-12          |
| 2004             | Living Out of Time           | –  | –   | V-12          |
| 2005             | Another Days Blues           | –  | –   | V-12          |
| 2009             | What Lies Beneath            | –  | –   | V-12          |
| 2010             | The Playful Heart            | –  | –   | V-12          |
| 2013             | Roots and Branches           | –  | –   | V-12          |
| 2015             | Something's About To Change  | –  | –   | V-12          |
| 2016             | Where You Are Going To       | –  | –   | V-12          |
| 2017             | Time and Emotion             | –  | –   | V-12          |

#### Albums en concert
- 1976 Robin Trower Live (recorded 2/3/75, Stockholm) UK #15, US #10
- 1985 Beyond the Mist
- 1992 BBC Radio One Live in Concert (recorded 1/29/75)
- 1996 King Biscuit Flower Hour Presents Robin Trower in Concert (recorded 10/18/77, New Haven)
- 1999 This Was Now '74-'98
- 2005 Living Out of Time: Live (Note: Also available on DVD)
- 2008 RT@RO.08
- 2011 Robin Trower at The BBC 1973-1975 (recorded 3/26/73 to 1/29/75; includes BBC Radio One Live, omitting two songs and adding two)
- 2013 State To State: Live Across America 1974-1980
- 2015 Rock Goes To College (recorded 2/25/80, London)

#### Compilations
- 1987 The Robin Trower Portfolio
- 1991 Essential Robin Trower
- 1994 Robin Trower Anthology
- 2004 Robin Trower dreaming the blues
- 2008 Day of The Eagle: The Best of Robin Trower
- 2010 A Tale Untold: The Chrysalis Years 1973-1976
- 2012 Farther On Up The Road: The Chrysalis Years 1977-1983
- 2014 Compendium 1987-2013

### Bryan Ferry
- 1993 Taxi (Bryan Ferry)
- 1994 Mamouna (Bryan Ferry)
- 2007 Dylanesque (Bryan Ferry)

### Jack Bruce
- 1981 B.L.T.
- 1982 Truce
- 1989 No Stopping Anytime (compilation)
- 2008 Seven Moons
- 2009 Seven Moons Live (live)